# 新加坡航空117号班机劫机事件
新加坡航空117号班机劫机事件发生于1991年3月26日，劫机者是来自巴基斯坦的4名男性乘客，班机最终在新加坡着陆。当新加坡方面未能满足劫机者的要求后，他们恫言要开始杀害人质，不过新加坡特种部队却在那之前突击班机并将劫机者当场击毙，所有人质都安然无恙。这起劫机事件是第一宗在新加坡发生，也是第一宗涉及新航客机的劫机事件。

## 事发经过
新加坡航空（新航）SQ117号航班于新加坡标准时间1991年3月26日晚上21:15从马来西亚雪兰莪州梳邦的苏丹阿都阿兹沙机场起飞，空中巴士A310上承载着118名乘客和11名机组人员。班机在飞往新加坡樟宜机场的途中，在半空中被4名持有爆炸物及刀子的巴基斯坦籍男子劫机。劫机者的首领要求机长Stanley Lim将班机飞往澳大利亚悉尼，但是首领在机长告知班机没有足够的燃油转飞悉尼后，允许后者在新加坡着陆添油，再启程到悉尼。首领承诺在樟宜机场释放机上乘客。班机于晚上22:24在樟宜机场安全着陆，随即被新加坡警方团团包围，来自国防部、内政部的官员连同新航代表及谈判团队在机场待命。
劫机者声称是巴基斯坦人民党党员，他们要求与巴基斯坦驻新加坡大使及巴基斯坦前总理贝娜齐尔·布托对话，也要求释放正在巴基斯坦服刑的阿西夫·阿里·扎尔达里（布托的丈夫、后任巴基斯坦总统）以及其他8名人民党党员。劫机者要求班机添油并飞往悉尼。
晚上23:20，空服员Bernard Tan被劫机者扔出机外，从4.5米的高处跌下，被送往新加坡中央医院。午夜时分，劫机者从头等舱取酒，泼洒在飞机的驾驶舱和控制面板，恫言要放火烧毁班机，他们同时也殴打机长和一名美国籍乘客。隔天（3月27日）凌晨02:30，劫机者在驾驶舱地面点燃报纸，再次恫言要烧毁班机；谈判人员同意让班机添油，班机随即在10分钟后移到停机坪外部。空服员Philip Cheong于凌晨03:30左右被扔出机外。两名空服员向警方提供关于劫机情况的线索。
清晨06:45，劫机者给予5分钟的期限，恫言如果不满足他们的要求，他们就会每10分钟杀害1名人质。新加坡武装部队特攻部队在清晨06:47接获指令对班机发动袭击，在30秒内突击班机，并将4名劫机者当场击毙，没有人质在这次行动中受伤。

## 后续影响
这起劫机事件是第一起在新加坡发生，也是第一起涉及新航客机的劫机事件。新加坡因为对这起事件的迅速处理，得到国际媒体的好评。未几，时任马来西亚首相马哈迪·莫哈末下令加强马来西亚国内机场的保安措施；新加坡方面亦请求印度、巴基斯坦和孟加拉当局为乘客及乘客行李进行彻查。
1991年4月9日，时任新加坡总理吴作栋举办茶会招待涉及SQ117号班机拯救行动的相关人员，包括新加坡武装部队有关人员、空服员Philip Cheong和机长Stanley Lim。当年国庆日（8月9日），该班机机长Stanley Lim和首席警察谈判代表Foo Kia Juah警司荣获公共服务公共服务星章，新加坡武装部队特攻部队获颁英勇勋章，谈判团队的其他人员则获得总统表彰证书。新加坡武装部队在1997年透露，涉及SQ117号班机拯救行动的人员来自特别行动部队，部队于用于拯救人质及反恐。